# Federazione Siciliana BCC
La Federazione Siciliana delle Banche di Credito Cooperativo, nota anche con l'acronimo FedSicBCC, costituisce l'organismo associativo delle Banche di Credito Cooperativo (BCC) della regione, a cui fornisce rappresentanza, assistenza, consulenza e formazione.
La Federazione è, a sua volta, associata a Federcasse, la Federazione Italiana delle BCC-CR.

## Storia
La Federazione nasce nel 1967 per volontà di 24 Casse Rurali e Artigiane siciliane (dal 1994 Banche di Credito Cooperativo) con l’obiettivo di “agevolare, sviluppare, perfezionare, difendere, assistere tecnicamente e socialmente il movimento cooperativo delle Casse Rurali ed Artigiane”.

## Organizzazione

### Banche associate
- Agrigento (Banca San Francesco - Credito Cooperativo, BCC Agrigentino di Agrigento)
- Caltanissetta (Sicilbanca, BCC dei Castelli e degli Iblei di Mazzarino, BCC Giuseppe Toniolo e San Michele di San Cataldo)
- Enna (BCC La Riscossa di Regalbuto)
- Messina (BCC della Valle del Fitalia di Longi)
- Palermo (BCC delle Madonie, BCC di Altofonte e Caccamo, BCC Valle del Torto di Lercara Friddi)
- Siracusa (BCC di Pachino)
- Trapani (Banca Don Rizzo - Credito Cooperativo della Sicilia Occidentale)

### Organi sociali
Il presidente della Federazione è Concetto Costa.
Consiglio di Amministrazione:
- Sergio Amenta
- Francesco Canale
- Chiara Cuscunà
- Vincenzo Di Giacomo
- Luigi Fabio
- Antonio Farinella
- Nicola Mastrosimone
- Salvatore Saporito

Collegio Sindacale:
- Gennaro Leonardo (Presidente)
- Ignazio La Porta
- Giovanni Tusa